# Eriopyga volcania
Eriopyga volcania är en fjärilsart som beskrevs av William Schaus 1911. Eriopyga volcania ingår i släktet Eriopyga och familjen nattflyn. Inga underarter finns listade i Catalogue of Life.